# Helmut Hillebrecht
Helmut Hillebrecht (* 7. Juli 1912 in Berlin; † unbekannt) war ein deutscher Gewerkschafter und Kommunalpolitiker. Er war Betriebsratsvorsitzender und Aufsichtsratsmitglied der Volkswagen-Werke, Mitglied der Deutschen Konservativen Partei – Deutsche Rechtspartei (DKP-DRP) und Gründungsmitglied der später vom Bundesverfassungsgericht als verfassungsfeindlich eingestuften und verbotenen Sozialistischen Reichspartei (S.R.P.).

## Leben
Hillebrecht war gelernter Autoschlosser. Er diente im Zweiten Weltkrieg zuletzt im Dienstgrad Major der Fallschirmjägertruppe und war Träger des Ritterkreuzes.

## Politische Betätigung

### Deutsche Konservative Partei – Deutsche Rechtspartei (DKP-DRP)
Helmut Hillebrecht war Mitglied der Deutschen Rechtspartei DRP in Niedersachsen. Er war Kreisvorsitzender der DRP in Wolfsburg und trat bei der Bundestagswahl 1949 auf Platz 11 von 21 auf der Landesliste Niedersachsen an und kandidierte für den Wahlkreis 28. Kurz vor der Gründung der Sozialistischen Reichspartei S.R.P. trat er aus der Partei aus.

### Sozialistische Reichspartei (S.R.P.)
Helmut Hillebrecht gehörte zu den Gründungsmitgliedern der Sozialistischen Reichspartei S.R.P. und wurde bei der Gründung am 2. Oktober 1949 neben dem Vorsitzenden Fritz Dorls mit Wolfgang Falck, Otto Ernst Remer, Bernhard Gericke, Gerhard Heinze in den Vorstand der S.R.P. gewählt, zu deren Führungsgruppe neben Otto Ernst Remer auch der Parteigründer Wolf Graf von Westarp gehörte, während Gerhard Krüger zum Geschäftsführer bestellt wurde.
Bei der Landtagswahl in Niedersachsen 1951 kandidierte er als SRP-Mitglied für den Landtag.

### Nationale Arbeiter-Partei (NAP)
Hillebrecht trat nach dem Austritt von Gerhard Krüger aus der S.R.P. im Oktober 1950 am 6. Mai 1951 ebenfalls aus der SRP aus und in die von Krüger neugegründete Nationale Arbeiter-Partei NAP ein.

### Ratsherr in Wolfsburg
Bekannt ist, dass er in der Nachkriegszeit Ratsherr in Wolfsburg war.

## Betätigung als Arbeitnehmervertreter
Hillebrecht war seit 1948 Mitglied der IG Metall, später auch in der Deutschen Angestellten-Gewerkschaft (DAG). Gewerkschaftsmitglieder waren zu diesem Zeitpunkt in der Belegschaft „Exoten“. Heinrich Nordhoff in seiner Funktion als Generaldirektor betrachtete gewerkschaftliche Forderungen eher als Einmischung in die inneren Angelegenheiten einer Betriebsgemeinschaft. Sein gewerkschaftliches Engagement begründete er mit der Aussage: „Ich stimme mit den Gewerkschaftspraktiken nicht voll überein, gehe aber trotzdem hinein, um von innen heraus zu wirken.“

### Betriebsratsvorsitzender der Volkswagen-Werkes
Hillebrecht wurde im November 1949 zum stellvertretenden Betriebsratsvorsitzenden des Volkswagen-Werkes in Wolfsburg gewählt.
Nachdem Otto Peter, der Gelder veruntreut hatte, als Betriebsratsvorsitzender abgesetzt wurde, gewannen rechtsradikale Betriebsratsmitglieder immer mehr Stimmen der erschütterten Belegschaft. So erhielt Hillebrecht 1950 und 1951 die meisten Stimmen bei der Wahl zum Betriebsrat. Innerhalb des Betriebsrats wurde er aber nie zum Vorsitzenden gewählt, und im Mai 1951 trotz des hohen Stimmanteils im Werk auch nicht mehr zum zweiten Betriebsratsvorsitzenden.

### Aufsichtsrat als Arbeitnehmer-Vertreter des Volkswagen-Werkes
Da Hillebrecht frühzeitig den Absprung aus der S.R.P. schaffte, stand einer Betätigung als Arbeitnehmer-Vertreter nach dem Verbot der S.R.P. politisch nichts im Wege, zumal seine neue politische Heimat – die Nationale Arbeiter-Partei NAP – bis 1957 existierte, bevor sie mit der FDP fusionierte.
Hillebrecht wurde spätestens 1951 in den Aufsichtsrat als Arbeitnehmer-Vertreter des Volkswagen-Werkes berufen und behielt diese Position bis mindestens 1955 bei.
Aus einem 1958 erarbeiteten Privatisierungsvorschlags für Volkswagen geht eine Aufsichtsratsmitgliedschaft Hillebrechts zu diesem Zeitpunkt hervor. Laut Manfred Jenkes Bericht über den Rechtsradikalismus in Deutschland nach 1945 Verschwörung von rechts? hatte Hillebrecht um 1961 eine leitende Position im VW-Zweigwerk Hannover.